# Papa Zeferí
Zeferí (Roma, segle ii- Roma, 20 de desembre del 217) va ser bisbe de Roma entre els anys 198/199 i 217.

## Orígens
No es tenen dades de la seva vida anterior a la seva elecció, es desconeix doncs la data del seu naixement i l'edat que tenia quan va ser elegit bisbe de Roma. Segons el Liber Pontificalis era natural de la ciutat de Roma i el seu pare es deia Habundi.

## Pontificat
Va ser escollit com a successor i consagrat com a bisbe a la mort de Víctor I. El seu regnat se situa en temps dels emperadors Septimi Sever i Caracal·la. Segons el Liber Pontificalis va ocupar el càrrec entre el 198 i el 217, que coincideix amb els consolats de Saturní i Gal·licà i el de Presens i Estricat, respectivament.
Sobre la seva persona, en tenim una descripció d'Hipòlit de Roma al seu Philosophymena com un home simple sense educació. Cal entendre amb això que Zeferí no havia s'havia dedicat a l'estudi, sinó que es va centrar pràcticament a l'administració pràctica de l'Església i no pas a l'estudi de la teologia.
Immediatament després de ser escollit bisbe va manar tornar el confessor Calixt, que residia a Antium i havia rebut una pensió mensual de l'anterior bisbe Víctor, i el va afavorir convertint-lo en el vigilant del cementiri de la via Àpia, instal·lat en una zona que durant el pontificat anterior havia acabat en mans de la comunitat cristiana, i que amb el temps va acabar rebent el nom de Calixt. Encara el va afavorir més quan el va nomenar diaca de l'Església i el seu conseller personal, de fet, Calixt va arribar a ser més capaç que el mateix Zeferí i a la fi del seu regnat el va acabar succeint.
La posició dels cristians havia estat favorable durant els primers anys del govern de Septimi Sever (193-211), però cada vegada més va empitjorar, vers el 202 l'emperador promulga un edicte de persecució i va prohibir la conversió al Cristianisme amb penes molt severes. Tanmateix es desconeixen els efectes d'aquest edicte o si arribaren a haver-hi víctimes.
Durant el seu pontificat va haver fortes polèmiques sobre la doctrina trinitària. Els seguidors de Teòdot de Bizanci havien estat excomunicats pel predecessor de Zeferí i van formar una comunitat herètica independent a Roma liderada per un altre Teòdot, el canvista, i Aselepodot. Natalis, un confessor de Roma que havia estat torturat per la seva fe durant la persecució, va ser persuadit per aquests homes per convertir-se en bisbe de la seva secta a canvi d'un estipendi de 170 denaris al mes. Posteriorment, Natalis va tenir suposadament visions als seus somnis, a les quals no va fer cas inicialment, però espantat, finalment, va decidir fer penitència, es va cobrir amb cendres i es va llançar als peus del bisbe romà. Va confessar i va demanar que li permetés estar en la comunió de l'Església, petició acceptada per Zeferí. Hipòlit de Roma, diu d'ell a Philosopheumena, que Zeferí era seguidor del monarquianisme modalístic o modalisme, doctrina que negava la Trinitat i que possiblement va ser acceptada pel papa, influenciat per Calixt, com a resposta al montanisme.
Vers el 215, Sabel·li, originari de Líbia, va defensar que el Fill i l'Esperit Sant no eren sinó manifestacions de l'únic Déu. Zeferí va mostrar-se clement amb els seguidors de Sabel·li i els va afavorir.

### Atribucions
El Liber Pontificalis li atribueix diversos decrets que han resultat apòcrifs. Primer s'esmenta que va decretar que qualsevol càrrec clerical havia de ser ordenat en presència de tot el clergat i els laics fidels, de fet les cerimònies d'ordenació sempre han estat públiques, pel que la presència d'aquest decret no té sentit; el segon decret segons Loomis no té cap mena de sentit, és un passatge corromput i obscur, sembla parla de l'assistència del clergat a la missa episcopal, el decret diu en concret que davant dels sacerdots de la missa hi hauria d'haver recipients de vidre que haurien de sostenir mentre són drets al voltant del bisbe que celebra la missa. A més, el clergat havia d'assistir a cada cerimònia, llevat d'aquelles que només són per al bisbe i de mans d'aquest els sacerdots havien de dur l'aigua consagrada per distribuir-la entre els fidels. Finalment, el Liber també li atribueix l'ordenació de 14 sacerdots, 7 diaques i 13 bisbes en diversos indrets el mes de desembre.

## Mort
Zeferí va morir l'any 217 a la capital romana. El Liber Pontificalis apunta que va ser enterrat al costat del cementiri de Calixt a la via Apia, i de fet va ser el primer bisbe romà en ser enterrat en aquest indret i no pas al turó Vaticà, a prop de la tomba de sant Pere, on probablement ja no hi havia espai. Com molts altres dels primers bisbes romans, la tradició diu que va morir màrtir i es va commemorar la seva festa el 26 d'agost, tanmateix, no hi ha cap evidència de que morís martiritzat.